# Китайско-монгольские отношения
Китайско-монгольские отношения — двусторонние дипломатические отношения между Китаем и Монголией. Протяжённость государственной границы между странами составляет 4630 км.
Китай является членом ШОС, в то время как Монголия имеет статус наблюдателя. 

## История
За последние столетия Монголия и Китай вели много войн. Великая китайская стена была построена для обороны Китая от вторжения монголов. Монгольское завоевание Китая началось во времена правления Чингисхана в 1211 году. В 1271 году часть Китая была завоевана монгольской империей Династия Юань. В 1279 году монголы под правлением Хубилая внука Чингисхана, успешно завоевали оставшуюся часть Китая. В 1616 году маньчжурская Империя Цин завоевала Китай, Монголия признала вассальную зависимость от империи Цин. С развалом империи Цин после 1911 года, Монголия объявила о своей независимости. Хотя монгольское население Внутренней Монголии стремилось присоединиться к новому государству, Китай захватил контроль над этой территорией, имела место Китайская оккупация Монголии в 1919 году. Монголию в июле 1921 г. от китайской оккупации освободили монгольские революционеры-араты Монгольская народная партия во главе Дамдин Сухэ-Батор при поддержке Р.Ф. Унгерна-Штернберга, затем МНР нашла поддержку со стороны Советской России и смогла сохранить свою независимость. В 1924 году была объявлена Монгольская Народная Республика с принятием первой Конституции страны.

### Период строительства социализма
Китайская Народная Республика установила дипломатические отношения с МНР 16 октября 1949 года. В 1962 году стороны подписали соглашение о формировании государственной границы. С началом китайско-советского раскола, Монголия поддержала Советский Союз и разрешила развёртывание советских войск на своей территории, что привело к негативной реакции со стороны Китая. Двусторонние отношения между странами оставались напряженными до 1984 года, когда китайская делегация посетила Монголию на высоком уровне и обе страны начали процедуру демаркации границы. В 1986 году был подписан ряд очередных соглашений в области торговли и создания транспортного и воздушного сообщения. В 1988 году обе страны подписали договор о пограничном контроле. Монгольское правительство начало проводить более независимую от влияния СССР политику, однако с опасением относилось к Китаю так как понимало, что китайцы претендуют на территорию Монголии.

### Современный период
После окончания холодной войны, Китай предпринял важные шаги по нормализации отношений с Монголией, декларируя своё уважение к суверенитету Монголии и её независимости. В 1994 году китайский премьер Ли Пэн прибыл с официальным визитом в Монголию, в ходе которого подписал договор о дружбе и сотрудничестве с Монголией. Китай стал крупнейшим торговым партнёром Монголии и главным источником иностранных инвестиций. Объём двусторонней торговли достиг 1,13 млрд. долларов США по итогам девяти месяцев 2007 года, достигнув роста на 90 % с 2006 года. Китай заявил о готовности разрешить использование своего порта Тяньцзинь, чтобы дать возможность Монголии и её товарам получить доступ к торговле со странами Азиатско-тихоокеанского региона. Монголия и Китай также начали сотрудничать по вопросам борьбы с терроризмом и укрепления региональной безопасности. Ныне Монголия и КНР развивают всеобъемлющее стратегическое партнёрство, о котором было заявлено в ходе государственного визита председателя КНР Си Цзиньпина в Монголию в августе 2014 года.
15 сентября 2022 года президент Монголии Ухнаагийн Хурэлсух заявил о поддержке строительства нефте- и газопроводов из России в Китай через территорию Монголии. Сообщалось о планах «Газпрома» построить газопровод «Сила Сибири — 2» в Китай через Монголию. Планировалось, что к 2030 году экспорт нефтепродуктов по маршруту составит 50 млрд кубометров газа в год.
10 ноября 2023 г. в Чанцзи-Хуэйском автономном округе Китай и Монголия провели совместные учения «Сотрудничество в области обороны границы-2023». Учения были направлены на углубление практического взаимодействия между пограничными службами и повышение способности двух стран вести борьбу с контрабандой, противодействовать террористической, диверсионной и преступной деятельности на границе.